# 吉村功 (統計学者)
吉村 功（よしむら いさお、1937年(昭和12年)1月24日 - ）は、日本の統計学者。東京大学工学博士。東京理科大学名誉教授。計量生物学を専門とし、名古屋大学助教授、東京理科大学教授、応用統計学会会長、日本計量生物学会会長、日本学術会議委員を歴任し、四日市公害問題にも貢献した。

## 来歴・人物
1937年東京都生まれ。1959年に東京大学工学部応用物理学科を卒業し、1964年に同大学院数物系研究科で「計数データの統計的解析法に関する研究」のテーマで工学博士の学位を取得（課程博士）。その後、1968年に名古屋大学工学部助教授、1992年には東京理科大学工学部経営工学科教授に就任。のちに同大学名誉教授。特定非営利活動法人臨床研究支援機構では監事を務める（2018年現在）。
吉村は応用統計学や計量生物学を専門とし、統計学や経営工学、毒性試験や環境アセスメントに関する著書も執筆（#著書の節参照）。一方で三重県の四日市公害問題に対する「四日市公害と戦う市民兵の会」に参加しており、ミニコミ誌の発行で貢献。各地の環境権訴訟でも住民側証人を務めた。
また、厚生省厚生統計協議会委員や文部省統計数理研究所運営協議会協議員を担当し、学会では応用統計学会と日本計量生物学会で会長の経験がある。日本学術会議では第18期第4部委員、および統計学研究連絡委員会委員長や学術と社会常置委員会委員を務めた。

## 受賞歴
- 2004年 - 日本計量生物学会 第1回 学会賞[5]

## 主な著作

### 著書
（単著）
- 『推計紙の使い方ポケットブック』 日本規格協会、1966年、NCID BN15346864、NCID BA48956814。
- 『数理統計学』 培風館〈新統計学シリーズ〉、1969年、NCID BN00585475。
- 『平均順位偏差値 データに負けるな!』 岩波書店〈岩波ジュニア新書〉、1984年、ISBN 400500072X。
- 『ごみと都市生活 環境アセスメントをめぐって』 岩波書店〈岩波新書〉、1984年、ISBN 400420271X。

（共著）
- 『工場における官能検査の進め方』 三浦新、和仁皓明 共著、日本科学技術連盟〈QCテキスト・シリーズ〉、1966年、NCID BN06979189。
- 『測定値の統計的処理』 電気学会通信教育会 編、電気学会〈電気学会大学講座〉、1968年、NCID BN02152377。
- 『医学・薬学・健康の統計学 理論の実用に向けて』 大森崇、寒水孝司 共著、サイエンティスト社、2009年、ISBN 9784860790370。

（編著）
- 『毒性・薬効データの統計解析 事例研究によるアプローチ』 編著、サイエンティスト社、1987年、NCID BN02116395。
- 『毒性試験データの統計解析』大橋靖雄 共編、地人書館〈毒性試験講座〉、1992年、ISBN 480520334X。

### 学会誌
- 「コメント」、『応用統計学』 第12巻第2号、1983年、58頁。
- 「前臨床試験のデータ解析の注意点」、『臨床薬理』 第24巻第1号、1993年、307-310頁。
- 「保健・医療情報の情報公開」、『日本統計学会誌』 第21巻第3号、1992年、305-309頁、263頁。
- 「2. ICH統計ガイドライン (E9) に関するQ&A」、『臨床薬理』 第30巻第2号、1999年、519-520頁。
- 「統計科学の課題と方向 ― 新しいパラダイムの構築 ―」、『学術の動向』 第5巻第9号、2000年、75-77頁。
- 「日本の理数教育にどのような工夫が必要だろうか」、『学術の動向』 第7巻第2号、2002年、54-57頁。
- 「検証的臨床試験における有意水準と試験の数 ―「臨床試験のための統計的原則」との関連で ―」、『計量生物学』 第24巻Special Issue号、S3-S9頁。
- 「統計家からの疑問 ― in vitro試験のデータから定量的結論を導くのは邪道か? ―」、『環境変異原研究』 第27巻第2号、2005年、57-60頁。
- 「統計科学と医・薬・生物・健康科学との相互寄与を未来に向けて思量する」、『日本統計学会誌』シリーズJ第37巻第1号、2007年、37-54頁。
- 「3.調査とデータ解析の方法についての一統計家の考察」、『臨床薬理』 第40巻第2号、2009年、17S-18S頁。